# Huszár Zsolt
Huszár Zsolt (Budapest, 1971. július 12. – Budapest, 2011. szeptember 17.) magyar színész.

## Életpályája
1992-95 között az RS9 Színház, 1995-től 2000-ig a Krétakör (alapítóként), 1996-97 között a kecskeméti Katona József Színház, 1997-től 2000-ig a debreceni Csokonai Nemzeti Színház, 2000-2002 között a tatabányai Jászai Mari Színház, 2003-tól haláláig az Új Színház társulatának tagja volt. A 2011/2012-es évadban Coriolanus címszerepét és a Jadviga párnája férfi főszerepét játszotta volna. 2011. szeptember 17-én hajnali negyed 5-kor kerékpározás közben gázolta el egy villamos Budapesten, a Dohány utca és a Károly körút találkozásánál. A helyszínen életét vesztette. Október 1-jén a Farkasréti temető művészparcellájában helyezték örök nyugalomra.
A színház mellett több kisfilmben (Antik, Forgás, Szakítópróba, Ünnep, Odaát) és nagyjátékfilmben (Szabadság, szerelem; Lora; Budakeszi srácok; Intim fejlövés) és tévéfilmben (Keleti pu.) szerepelt, megjelent a MAB című websorozatban, az Amber Smith együttes Introspective című számának videóklipjében és gyakran szinkronizált is (ő volt a magyar hangja Bandita Billnek a Rango című animációs filmben, valamint Bella apjának az Alkonyat-sorozatban).

## Fontosabb szerepei

### Színházi szerepei
A Színházi adattárban regisztrált bemutatóinak száma: 70..
- Arthur Schnitzler: Körtánc – férj
- Békés Pál: Visz a víz – pilóta
- Bertolt Brecht: A városok sűrűjében – Szorító – Garga
- Csehov: Sirály – Trigorin
- Esterházy-Hajnóczy-Latinovits-Bibó-Petri-Weöres: A röpülés boldogsága – Latinovits
- Gabriel García Márquez: A püspök, a kések… – Az idegen
- Jean Cocteau: Rettenetes gyerekek – Paul
- Jordi Galceran: Dakota – Hippolito Jarama
- John Steinbeck-Spiró György: Édentől keletre – Caleb
- Ladislav Klima: Alulról az ibolyát – Csimasz
- Nádas Péter: Temetés – Színész
- Örkény István: Pisti a vérzivatarban – Pisti
- Paul Pörtner: Hajmeresztő – Tony, a fodrász
- Shakespeare: Rómeó és Júlia – Rómeó
- Shakespeare: Othello – Jago
- Székely János: Caligula helytartója – Lucius
- Thomas Mann: Mario és a varázsló – Cipolla
- Witold Gombrowicz: Esküvő – Henryk

### Szerepei az Új Színházban
- Bernard-Marie Koltès: Roberto Zucco – a báty
- Hunyady Sándor: Júliusi éjszaka – Gábor
- Peter Weiss: Marat/Sade – Marat
- Racine: Phaedra – Hippolytos
- Sam Shepard: Hazug képzelet – Jake
- Shakespeare: Romeo és Júlia – Romeó
- Shakespeare: Szentivánéji álom – Demetrius
- Szép Ernő: Vőlegény – Rudi, a fogász

## Filmes, televíziós szerepek
- Balogh Zsolt: Kisváros Bízz bennem! című rész – Csempész
- Bátori Orsolya: Antik – újvidéki srác
- Bevezetés az általános nyelvészetbe
- Erdőss Pál: Budakeszi srácok – Márity Laci
- Goda Krisztina: Szabadság, szerelem – Gál Jancsi
- Horgas Ádám: MAB - Marci
- Rudolf Péter: Keleti PU.
- Sopsits Árpád: Forgás – a férfi
- Szajki Péter: Intim fejlövés – Balázs
- Vámos Miklós-Pápai Pici: Kínai hó

## Külső hivatkozások
- https://web.archive.org/web/20110923131655/http://www.huszarzsolt.hu/
- Kínai hó